# Un marito a metà
Un marito a metà (Garde alternée) è un film del 2017 diretto da Alexandra Leclère.

## Trama
Una donna scopre che il proprio marito ha un'amante. Allora propone all'altra di condividere la loro vita con il marito a settimane alterne.

## Produzione
Le riprese sono iniziate ad aprile 2017 e hanno avuto termine a giugno 2017.